# Tiszakécskei sortűz
A tiszakécskei sortüzet 1956. október 27-én adta le Gyurkó Lajos vezérőrnagy parancsára Takács Géza hadnagy egy MiG–15 típusú sugárhajtású vadászrepülőgépből a Tiszakécskén összegyűlt békés és fegyvertelen tömegre. A sorozatlövés hatására 17-en meghaltak és 110-en megsebesültek.

## Események

### Előzmények
Az 1956-os forradalom kitörésének másnapján, október 24-én a 66. vadászrepülő hadosztály részére harci riadót rendeltek el. Október 26-án az Országos Légvédelmi és Légierő Parancsnokság a hadosztályt a 3. lövészhadtest parancsnoksága alá helyezte, melyet Gyurkó Lajos vezérőrnagy vezetett, aki az előző napokon már több tűzparancsot adott civilek ellen.
Feltettem a kérdést, kik vannak olyan tiszt bajtársak, akik félnek attól, ha a tömegbe esetleg lőni kell – azok jelentkezzenek, azok menjenek haza, és nem fogunk haragudni rájuk. Akik viszont itt maradnak, a parancsomat maradéktalanul hajtsák végre. Amennyiben nem, úgy fogok eljárni velük szemben, mint háborúban harc közben a parancsnok.

### Szolidaritási nagygyűlés

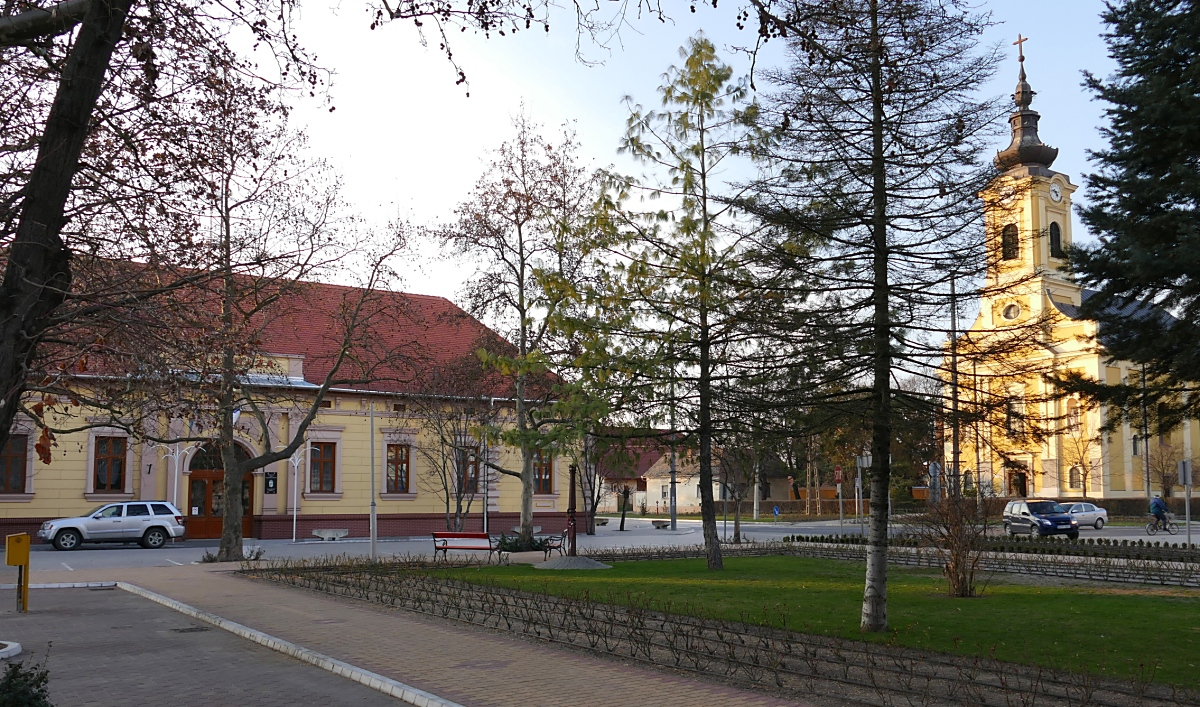
A tanácsháza és a templom melletti tér,
a nagygyűlés helyszíne

A forradalom híre felrázta az embereket Tiszakécskén is. 1956. október 27-re virradó éjszaka néhány lövés és egy rövid géppisztolysorozat hallatszott, de senkinek nem esett baja. Másnap délelőttre szolidaritási nagygyűlést szerveztek. Az emberek a permetezőgépgyár előtt gyülekeztek. A pár száz fős sokaság a falu vezetőségével együtt nemzetiszínű zászlókat lengetve, énekelve, négyes sorokban, rendezetten megindult az egykori Sugár utcán (ma Béke utca). Menet közben egyre többen csatlakoztak, és a kb. 1500-2000 fősre duzzadt tömeg fél tizenkettő körül a Községi Tanáccsal szemben álló országzászlóhoz érkezett. Itt az úttesten, a piactéren és a római katolikus templom kertjében tartották meg a tömeggyűlést. Először elénekelték a Szózatot, majd néhányan beszámoltak a budapesti eseményekről. Ezután Orosz Zoltán tanácselnök ismertette a tiszakécskei gazdák petícióját, melyben a beszolgáltatás eltörlését sürgették az akkori közellátási minisztertől, és követelte az orosz csapatok kivonását, majd mindenkit nyugalomra intett. A felszólalás végén Matúz Dezső vezetésével elszavalták a Nemzeti dalt, de közben néhányan követelni kezdték a hírhedt adóbegyűjtő (végrehajtó) Burkus kiadását, aki akkorra már elmenekült a faluból. A tömeg lenyugtatása érdekében elkezdték énekelni a Himnuszt. A visszaemlékezések szerint éppen a „balsors”-nál tartottak, amikor (negyed egy, fél egy körül) egy repülő érkezett Kecskemét felől. A vadászgép megkerülte a falut, felderítő repülést hajtott végre, majd Kiskunfélegyháza felé elhagyta a települést.

### Tűzparancs
A 3. hadtesthez október 27-én olyan hír érkezett telefonon, hogy Tiszakécskén nagy tüntetés kezdődött, és a tömeg egy akasztófát állított a főtéren, ahová fel akarja akasztani a párttitkárt, a tanácselnököt és a családjukat. Gyurkó Lajos vezérőrnagy kiadta a parancsot, hogy „egy repülőgéppel a tömeg közé kell lőni, hogy azokat szétoszlassák és megakadályozzák a kivégzést”. A feladat végrehajtására Takács Géza hadnagy és Mészáros László hadnagy pilótákat jelölték ki a 62. vadászrepülő ezredből. A műveletet a hadosztály irányította. Mészáros László nem érte el a települést, géphibát jelentett és visszafordult. Amikor Takács Géza elrepült Tiszakécske felett, akasztófa helyett békés tömeget látott, amit jelentett is. Török Béla Vince alezredes, a 66. vadászrepülő hadosztály parancsnoka (1998-ban tett vallomása szerint) erről tájékoztatta Gyurkó Lajos hadtestparancsnokot, aki „ordítva közölte”, hogy ő jobban tudja. Ismételten parancsba adta, hogy lőjenek a tömegbe, és ennek megtagadása esetén Törököt hadbíróság elé állíttatja. Török alezredes Korbély István századoson keresztül kiadta a tűzparancsot.

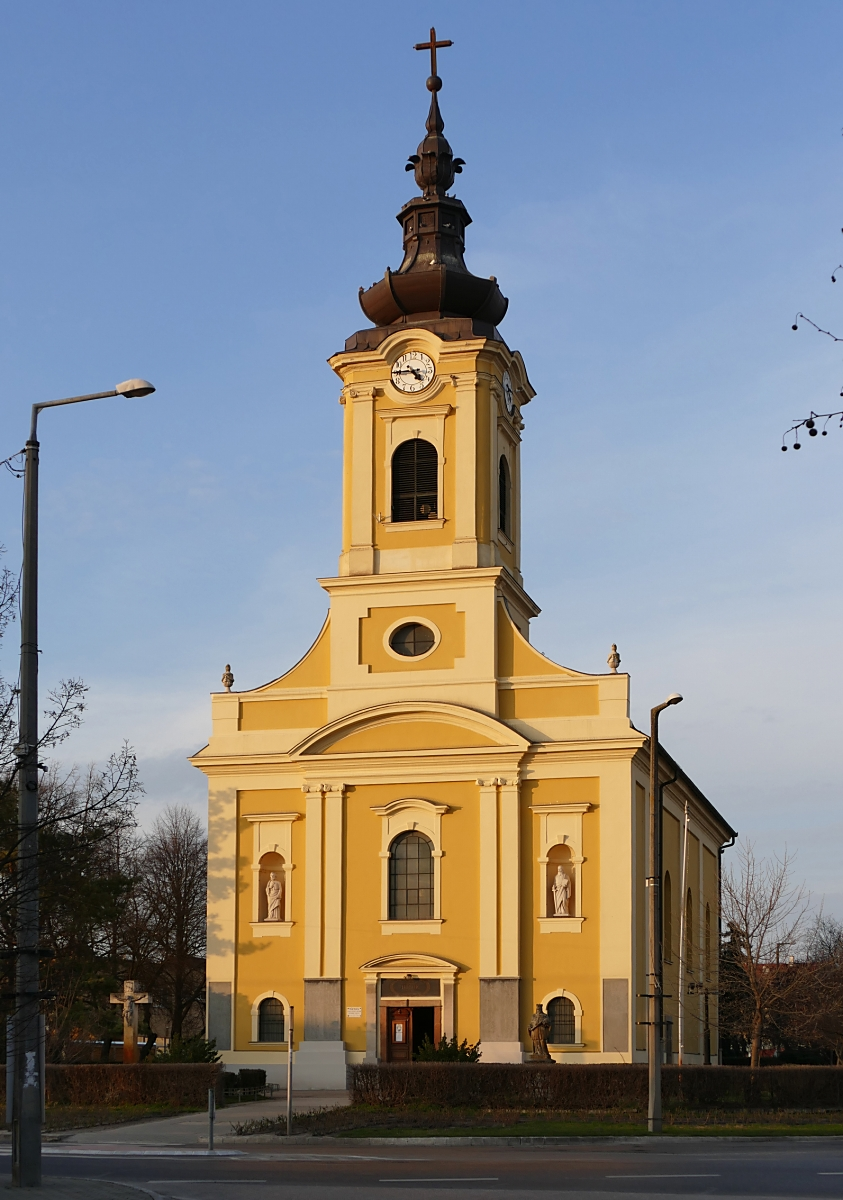
A tiszakécskei templom, ahova az emberek egy része menekült

### A háromszoros sortűz
A repülő megfordult, és bukórepülésben a fedélzeti gépágyúból és géppuskából sorozatlövést adott le a tömegre, majd Szolnok felől visszafordulva újra az emberek közé lőtt, ahol a halottak, a sebesültek és az őket mentő segítők voltak. Ezután eltávolodott abba az irányba, ahonnan először érkezett, de hamarosan újra érkezett és újra lőtt.
A lövések elől az emberek a közeli házak pincéiben kerestek menedéket. Egy részük a templomba menekült, majd később a sérülteket is ide vitték. A káplánok az oltárterítőkkel kötözték a sebeket, Gémes Mihály plébános a haldoklóknak adta fel a betegek kenetét. Állítólag bokáig jártak a vérben. A pap „a jogosnak érezhető népharagtól” megmentette Fehér József párttitkárt azzal, hogy „bezárta a plébániára, hogy ne akasszák föl.”
A tömegben sokan azonnal meghaltak vagy megsebesültek. Akiket nem ért lövés, igyekeztek ellátni a sérülteket, a mentésben részt vett dr. Bedő István, dr. Hanusz Béla, dr. Kiss Ferenc és dr. Balla Sándor körzeti orvosok, dr. Tóth Szilveszter állatorvos és vöröskeresztes felesége. A sebesülteket teherautóval több menetben a kecskeméti és a kiskunfélegyházi kórházba szállították késő éjjelig.
A sortűz után két indulatos fiatalember dühében a Tanácsházában petróleumot locsolt szét és fel akarta gyújtani, de ezt sikerült megakadályozni.

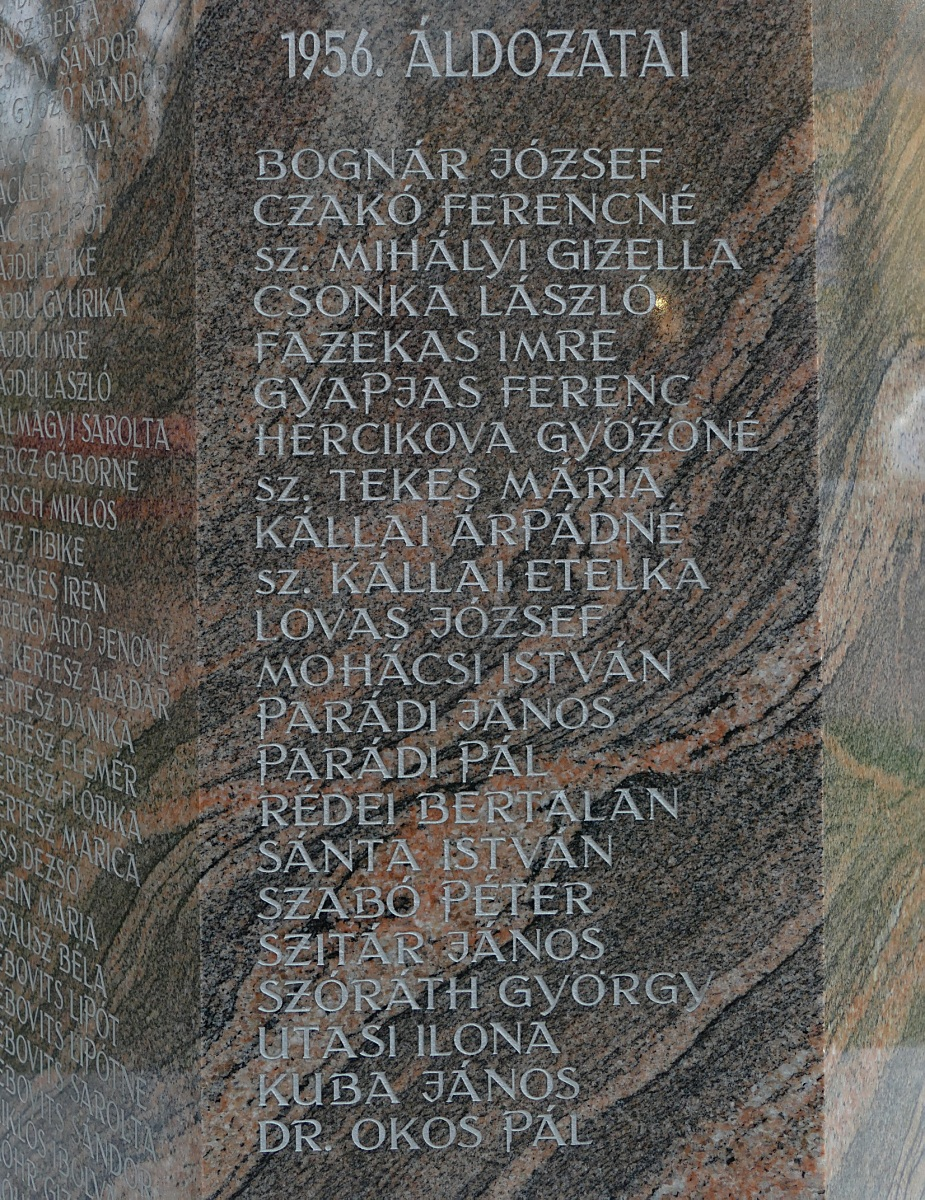
Az áldozatok listája az emlékművön
(Kuba János és Okos Pál szintén 1956-ban,
de nem a sortűzben hunytak el.)

## Áldozatok
A tiszakécskei sortűz áldozatai:

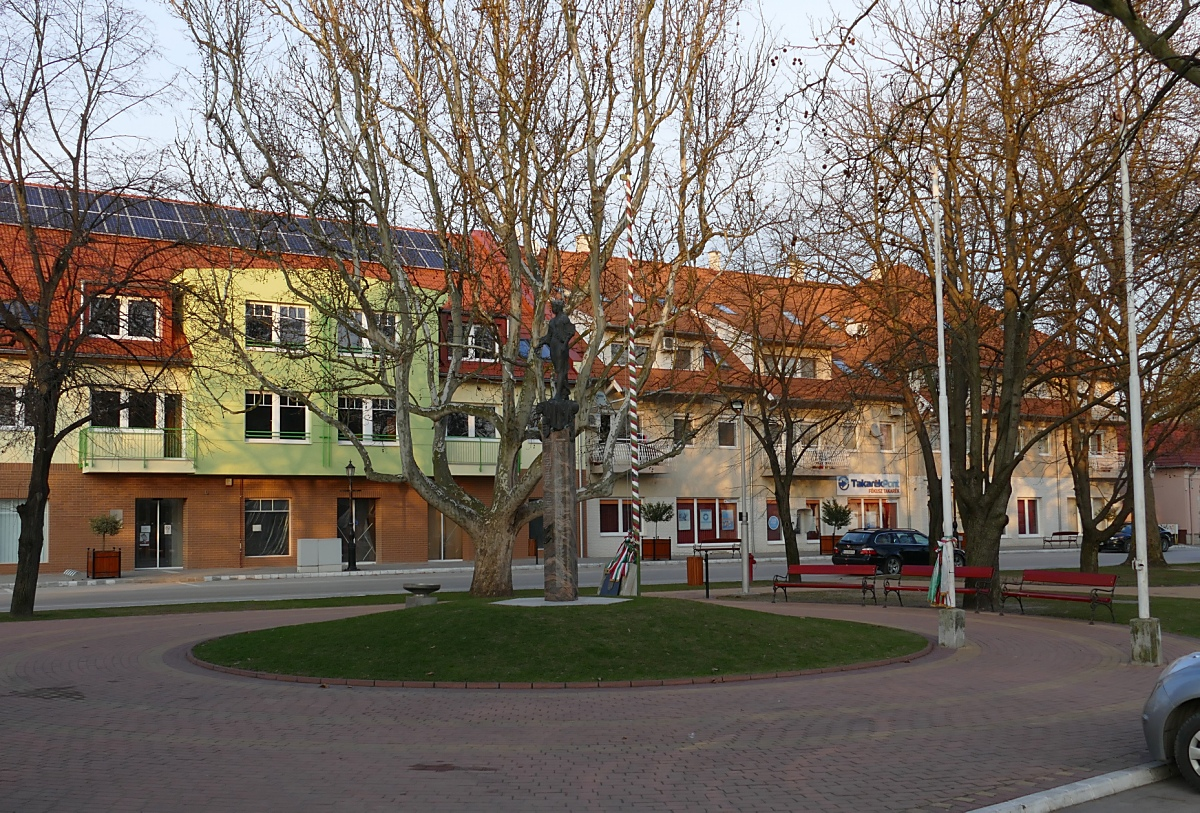
A sortűz helyén álló országzászló és emlékmű

- Bognár József gyári munkás, szívlövés (28 éves)
- Csonka László földműves, fej- és szív áthatoló lövések (17 éves)
- Czakó Ferencné Mihályi Gizella, tüdőlövés, elvérzés (29 éves)
- Fazekas Imre földműves, szívlövés (19 éves)
- Gyapjas Ferenc vasesztergályos, lépszakadás, has- és mellkas lövés (25 éves)
- Hercikova Győzőné Tekes Mária, fejlövés (61 éves)
- Kállai Árpádné Kállai Etelka, jobb vesetáji lövés (55 éves) – aznap ünnepelte az ezüstlakodalmát
- Lovas József szövetkezeti üzemág felelős, lágyéklövés, hasüregi elvérzés (34 éves)
- Mohácsi István útőr, mellkaslövés, elvérzés (47 éves)
- Parádi János földműves, haslövés, elvérzés (28 éves)
- Parádi Pál állami gazdasági földműves, jobb combot roncsoló lövés, hasűri vérzés (33 éves)
- Rédai Bertalan asztalos, fejlövés, agyvelő roncsolás (44 éves)
- Sánta István építési segédmunkás, fejlövés, szétroncsolt agyvelő (20 éves)
- Szabó Péter földműves, jobb láb ellövése, elvérzés (35 éves)
- Szitár János állami gazdasági földműves, nyaktáji lövés (26 éves)
- Szórát György földműves, haslövés, elvérzés (36 éves)
- Utasi Ilona takarítónő, kéz és haslövés (42 éves)

... és 110 sebesült.

## Emlékezet
Tiszakécskén kopjafa és emlékmű tiszteleg az áldozatok előtt. 1999 szeptemberében a település képviselő-testülete október 27-ét városi gyásznappá nyilvánította. Tiszakécske 2007-ben a Történelmi Igazságtétel Bizottságtól ’56-os forradalmi zászlót és kitüntető oklevelet kapott.

## Az elkövető és parancsnokai
A többszörös sortüzet Takács Géza vadászrepülő hadnagy adta le felettese parancsára. Miután visszatért bázisára, szemtanúk szerint sírva szállt ki a vadászgépből, és csak azt hajtogatta, hogy nem ezt akartam. Három évvel később, 1959. november 12-én hunyt el ellentmondásos körülmények között. Egyes források szerint a sortűz után teljesen összeomlott, inni kezdett, és elhárítótisztek végeztek vele, mert túl sokat beszélt. Schadl György nyugalmazott ezredes (a kecskeméti ezred parancsnoka 1983 és 1988 között) viszont azt állította, hogy Takács katonatársaival utazott egy autóban, amikor az egyikük fegyvere elsült, és véletlenül találta el a pilótát.
Korbély István századost, a 62. vadászrepülő ezred parancsnokát 1957. március 27-én leszerelték, majd 1964. március 1-én ismét hivatásos állományba vették. 1966. október 31-től 1985. szeptember 1-ig harcálláspont-ügyeletes parancsnok volt, ekkor nyugdíjazták. Katonai pályája alatt 31 dicséretben részesült, megkapta a Szolgálati Érdemrend több fokozatát, valamint a Haza Szolgálatáért Érdemérem ezüst, illetve kétszer az arany fokozatát.
Török Béla Vince alezredest, a 66. vadászrepülő hadosztály parancsnokát 1957. január 17-én a tiszti nyilatkozat aláírásának megtagadása miatt leváltották parancsnoki beosztásából és tartalékosi állományba helyezték. Civilként elvégezte a Felsőfokú Vendéglátó-ipari és Áruforgalmi Szakiskolát és egy mérlegképes könyvelői tanfolyamot, majd 1963. január 1-től 1986. május 1-i nyugdíjazásáig a Képcsarnok Vállalat igazgatóhelyettese volt.
Gyurkó Lajos vezérőrnagy, a 3. lövészhadtest parancsnoka utasítására október 27-én nem csak Tiszakécskén, hanem Kecskeméten, Kiskunhalason és Kiskőrösön is a tömegbe lőttek. A tábornok október 31-én a szovjet csapatokhoz menekült. November 4-én a Magyar Néphadsereg Katonatanácsának tagja, a karhatalom vidéki parancsnoka lett. December 11-én Egerben a katonák a parancsnoksága alatt két tüntetőt megöltek, 14-et megsebesítettek. A Tiszti Felülvizsgáló Bizottságok elnökeként a forradalmat követő megtorlások aktív részese volt. 1957-ben jutalmul a Honvédelmi Minisztérium kiképzési főcsoportfőnöke lett, majd 1957 és 1960 közt a határőrség parancsnoka volt. 1959-ben az MSZMP Központi Bizottságának póttagjává választották. 1960. szeptember 1-jén elbocsátották parancsnoki posztjáról, 1962-ben a KB-póttagságot is megvonták tőle. A nagytétényi Sertéshízlalda igazgatója lett, majd hamarosan innen is menesztették. 1979-es haláláig benzinkutas volt Pécsen.

### Büntetőeljárás
A Csongrád Megyei Bíróság Katonai Tanácsa 1998 nyarán megállapította, hogy Török Béla alezredes és Korbély István százados több emberen elkövetett emberölés bűntettét követte el, ami 15 év után elévült. Az ügyész fellebbezése után a Legfelsőbb Bíróság 1998. november 10-én helybenhagyta az első fokú bíróság döntését, és megszüntette az eljárást. A Katonai Főügyészség kezdeményezésére a Legfelsőbb Bíróság felülvizsgálati tanácsa 1999. június 28-án hatályon kívül helyezte az ítéletet.
A Legfelsőbb Bíróság Katonai Tanácsa 2000. szeptember 20-ai Bf.I.1.535/1999/5. számú ítélete szerint Török Béla Vince tartalékos alezredes és Korbély István nyugállományú őrnagy felbujtóként bűnös több emberen elkövetett emberöléssel megvalósuló emberiség elleni bűntettben. Törököt három év fegyházra ítélték, de a büntetés közkegyelem folytán nem hajtható végre. Korbély két év fegyházbüntetést és lefokozást kapott három évre felfüggesztetve.